# Маријан Стипетић
Маријан Стипетић (8. децембар 1930 — Маркам, 8. април 2011) је бивши југословенски репрезентативац у пливању слободним стилом, првак и рекордер. Био је члан АКД Младост из Загреба. Поред пливања бавио се и ватерполом.

## Биографија
Прво велико такмичење на којем је учествовао било је прво послератно Европско првенство 1947. у Монаку. Пливао је у дисциплини 1.500 метара слободно и са резултатом 20:08,5 освојио бронзану медаљу. Исте године у истој дисциплини осваја и првенство Југославије што му је широко отворило врата за одлазак на олимпијске игре следеће године.
На Олимпијским играма 1948. у Лондону Марјан Стипетић био је најмлађи учесник 90-точлане олимпијске репрезентације Југославије, са 17 год и 236 дана. Пливао је у две дисциплине 400. и 1.500 метара слободним стилом, али није освојио ниједну медаљу.
Две године касније на Европском првенству у Бечу, освојио је бронзану медаљу са штафетом 4 х 200 метара слободно. Штафета је пливала у саставу: Бранко Видовић, Андреј Квинц, Маријан Стипетић и Мислав Стипетић.
Маријан Стипетић је играо и ватерполо. Био је члан италијанског Ватерполо клуба Канотјери из Напуља са којим је освојио првенство Италије 1951. године.
Године 1980. преселио се у Канаду, где се такође бавио пливањем са млађим генерацијама, а такмичио се у категорији ветерана. За своје локалне доприносе воденим спортовима 2005. је освојио награду Сребрни делфин града Маркама у Онтарију. Поставио је 42 рекорда у пливању за свој Мастерс пливачки клуб у различитим узрасним категоријама ветерана од 55 до 79 година. Још постоји његов рекорд Канаде на 1.500 метара слободно, који је поставио 13. јануара 2001. у узрасној категорији од 74-79 година.
Маријан Стипетић је имао и брата Мислава који је такође био државни првак и репрезентативац у пливању.

## Значајнији резултати
| Такмичење                   | 100 м сл. | 100 м сл. | 200 м сл. | 200 м сл. | 400 м сл. | 400 м сл. | 1.500 м сл. | 1.500 м сл. | штафета 4 х200 м сл. | штафета 4 х200 м сл. | Детаљи |
| Такмичење                   | Резултат  | Место     | Резултат  | Место     | Резултат  | Место     | Резултат    | Место       | Резултат             | Место                | Детаљи |
| --------------------------- | --------- | --------- | --------- | --------- | --------- | --------- | ----------- | ----------- | -------------------- | -------------------- | ------ |
| Олимпијке игре 1948.        | -         | -         | -         | -         | 4:58,6    | 10/41     | 20:12,9     | 5/39        | -                    | -                    |        |
| Европско првенство 1947.    | -         | -         | -         | -         | -         | -         | 20:08,5     |             | -                    | -                    |        |
| Европско првенство 1950.    | 1:00,4    | 4         | -         | -         | 4:51,3    | 4         | 20:34,3     | 4           | 9:12,7               |                      |        |
| Првенство Југославије 1947. | -         | -         | -         | -         | -         | -         | 20:36,3     | 1           | 9:47,6               | 1                    |        |
| Првенство Југославије 1948. | -         | -         | -         | -         | -         | -         | -           | -           | 9:32,7               | 1                    | [ 2 ]  |
| Првенство Југославије 1949. | 59,3      | 1         | -         | -         | 4:49,3    | 1         | 19:32,7     | 1           | 9:09,7               | 1                    |        |
| Првенство Југославије 1950. | -         | -         | 2:14,6    | 1         | 4:52,2    | 1         | -           | -           | 9:18,2               | 1                    |        |

1. ↑  Пливачки рекорди Канаде по узраним категоријама, Приступљено 12. 4. 2013.
2. ↑  На државном првенству 1949. Маријан Стипетић је  победио и у трци на 100 метара леђно са 1:12,8